# Kurt Yakov Tutter
Kurt Yakov Tutter (geboren 1930 in Wien) ist ein österreichisch-kanadischer Künstler. Er ist Gründer des Vereins Gedenkstätte Namensmauern in Wien und initiierte die Gedenkstätte für die in der Shoah ermordeten Jüdischen Kinder, Frauen und Männer aus Österreich, kurz Shoah Namensmauern Wien.

## Leben
Tutter konnte nach der Annexion Österreichs über Belgien nach Kanada flüchten. Seine Eltern wurden vom NS-Regime deportiert und im Konzentrationslager Auschwitz ermordet.

## Gedenkmauer

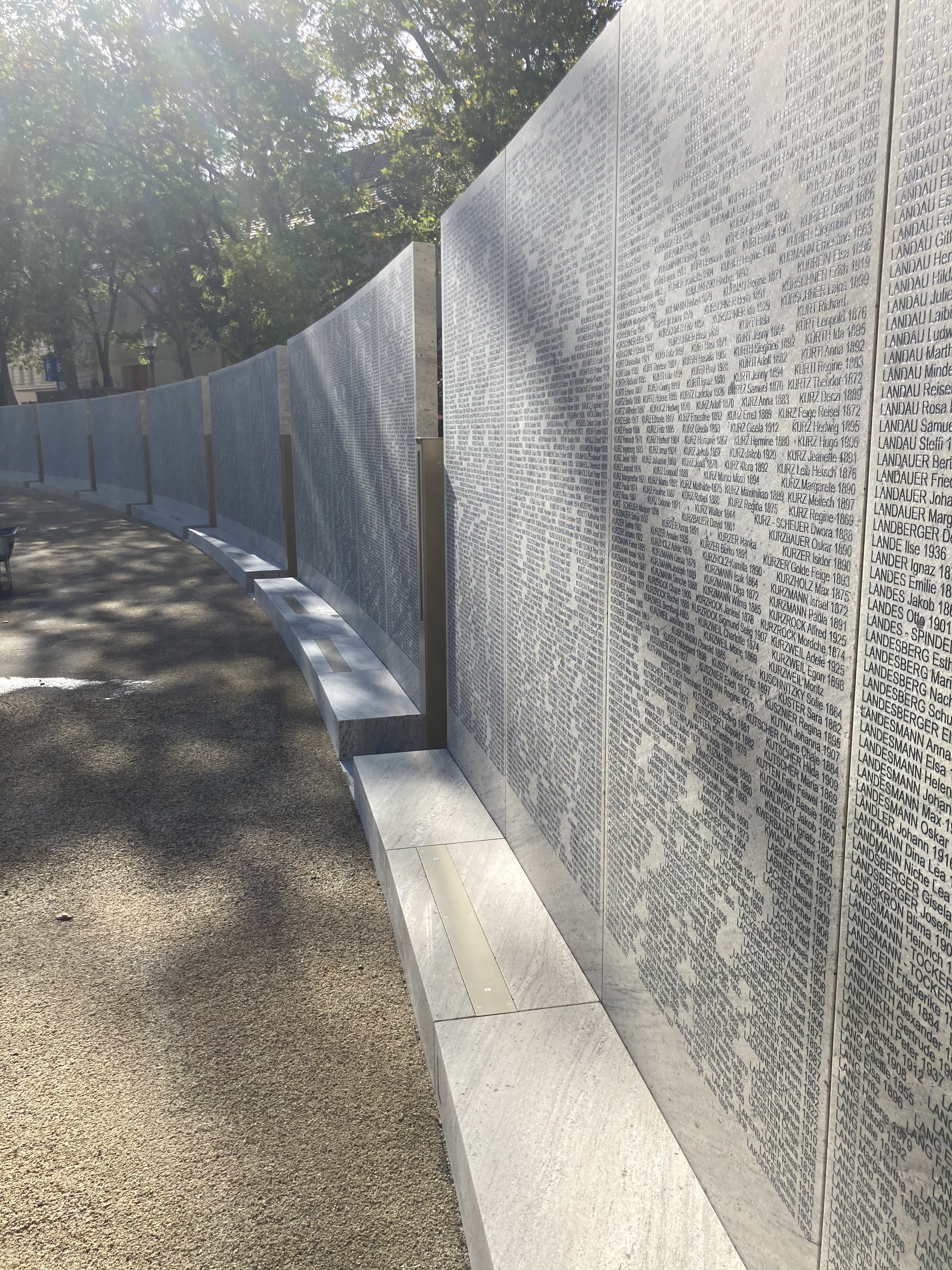
Die 2021 fertiggestellte Gedenkstätte Shoah Namensmauern Wien

Tutter forderte seit dem Ende der 1990er Jahre die Errichtung einer Gedenkmauer, die die Namen der rund 66.000 ermordeten österreichischen Juden nennt. Das Mahnmal für die österreichischen jüdischen Opfer der Schoah am Judenplatz in der Wiener Innenstadt, errichtet im Jahr 2000, sei unzureichend. Sein Vorschlag sah zwei Meter hohe Gedenkmauern aus poliertem Granit vor. Das Eingravieren der Namen der Toten steht stellvertretend für eine Grabstätte. Es nimmt im Judentum einen wichtigen Stellenwert ein. Der Verein Gedenkstätte Namensmauern wurde im Jahr 2000 gegründet. Dem Proponentenkomitee von 2005 gehörten die Nationalratsabgeordneten Ulrike Baumgartner-Gabitzer, Caspar Einem, Harald Himmer, Kai Jan Krainer und Erwin Niederwieser an sowie die Bundesräte Albrecht Konecny und Vincenz Liechtenstein.
Das Denkmal war ursprünglich für die Aspanggründe geplant, wo sich der Bahnhof befand, von welchem 50.000 Juden in Vernichtungslager des NS-Regimes deportiert wurden. Dort wurde jedoch im Jahr 2017 das Mahnmal Aspangbahnhof errichtet. Danach war ein Platz in unmittelbarer Nähe des Parlaments vorgesehen. Vorbilder waren die Halle der Namen in Yad Vashem, das 2005 eröffnete Mémorial de la Shoah in Paris und die Nationale Gedenkstätte für die jüdischen Opfer Belgiens während der deutschen Besetzung in Anderlecht. In etwa zeitgleich wie die Wiener Gedenkstätte entstand das Holocaust Namenmonument in Amsterdam. Die österreichische Bundesregierung nahm den Vorschlag im März 2018 auf und kündigte an, den Entwurf Tutters umzusetzen. Als Standort wurde schließlich das Areal des Ostarrichi-Parks vor der Österreichischen Nationalbank gewählt. Die Gedenkstätte ordnet in ovaler Form 180 Steintafeln an, in welche die rund 65.000 Namen der im Holocaust ermordeten österreichischen Jüdinnen und Juden eingraviert werden. Die Abstimmungen technischer und rechtlicher Art wurden Ende 2019 erfolgreich beendet. Am 9. November 2021 wurde die Gedenkstätte für die in der Shoah ermordeten Jüdischen Kinder, Frauen und Männer aus Österreich der Öffentlichkeit übergeben.